# 휴스턴 로키츠
휴스턴 로키츠(영어: Houston Rockets)는 미국 텍사스주 휴스턴을 연고지로 하는 NBA 서부 콘퍼런스 사우스웨스트 디비전 소속의 프로농구 팀이다. 1967년 샌디에고를 연고지로 창단했다가 1971년에 휴스턴으로 연고지를 옮겼다. 하킴 올라주원, 야오밍, 제임스 하든의 소속팀으로 유명한 서부 컨퍼런스의 강호다.

## 역사

### 창단 초기 (1967년~1983년)
로키츠는 데뷔 시즌에 15승을 거두는 데 그쳤다. 하지만 1969년 드래프트에서 뽑은 엘빈 헤이스의 활약에 힘입어 창단 후 첫 플레이오프 진출에 성공했다. 헤이스가 트레이드된 후 모세스 말론이 팀에 합류했다. 말론은 로키츠에서 뛰는 동안 2차례나 리그 MVP를 수상하며 팀을 이끌었다. 말론은 팀에 들어온 첫 시즌인 1976-1977 시즌에 팀을 컨퍼런스 결승전에 진출시켰으며 1981년엔 팀을 NBA 파이널에 진출시켜 보스턴 셀틱스와 대결했으나 2승4패로 패해 우승엔 실패했다.

### 올라주원 시대 (1984년~2002년)
말론이 필라델피아 세븐티식서스로 떠나고 난 후인 1984년, 로케츠는 90년대 4대 센터 중 한 명으로 꼽히는 하킴 올라주원을 뽑았다. 올라주원을 필두로 1986년 NBA 파이널에 진출했으나 이번에도 보스턴 셀틱스에 패해 우승에 실패했다. 이후 7시즌 동안은 다섯 번이나 플레이오프 1라운드에서 탈락하며 기대에 미치지 못했다. 1993년, 리그 3연패를 달성한 시카고 불스의 마이클 조던이 은퇴를 선언한 뒤 맞이한 1993-1994년 시즌 파이널에서 뉴욕 닉스를 4승3패로 꺾고 팀 역사상 첫 우승을 차지했다. 다음 시즌인 1994-1995 시즌에도 파이널에서 올랜도 매직을 4승으로 꺾으며 우승해 리그 2연패를 달성했다. 하킴 올라주원은 시즌 MVP에 뽑히는 영예를 안았다.

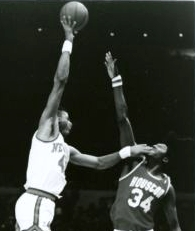
휴스턴 로키츠에서의 하킴 올라주원 (오른쪽)

### 맥그레이디&야오밍 듀오 시대 (2003년~2011년)
그 후로는 파이널에 오르지 못했으며 1999-2000 시즌부터 2002-2003 시즌까지 네 시즌 동안은 플레이오프에 진출하지 했다. 2002년 드래프트에서 중국 출신의 센터 야오밍을 뽑고 2004년엔 슈팅 가드 트레이시 맥그레이디를 영입하면서 전력 향상을 이뤄 우승권에 가까운 전력을 갖추게 됐다. 하지만 끝내 우승에는 실패하게 된다.

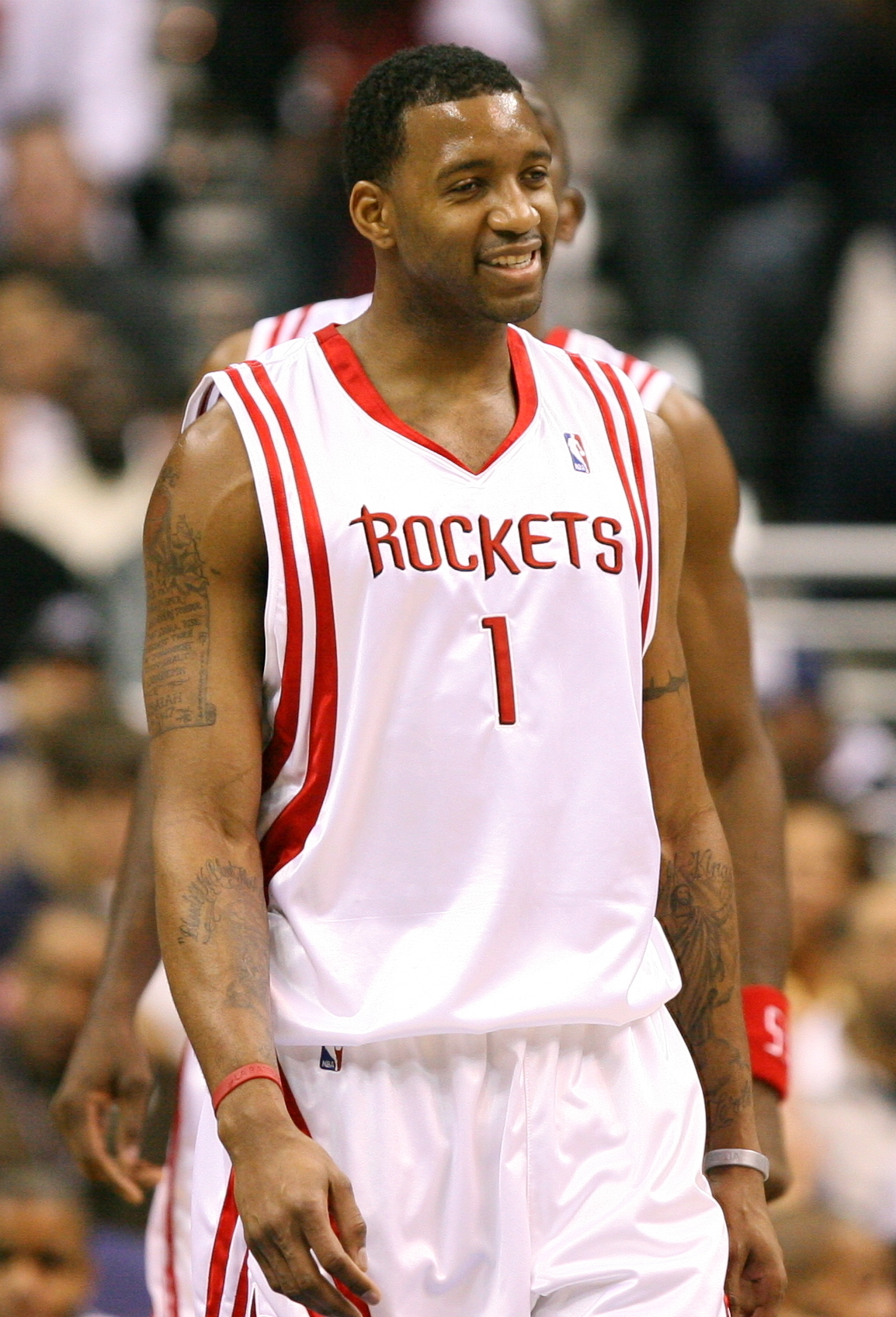
야오밍과 함께 듀오를 구성했던 가드 트레이시 맥그래디

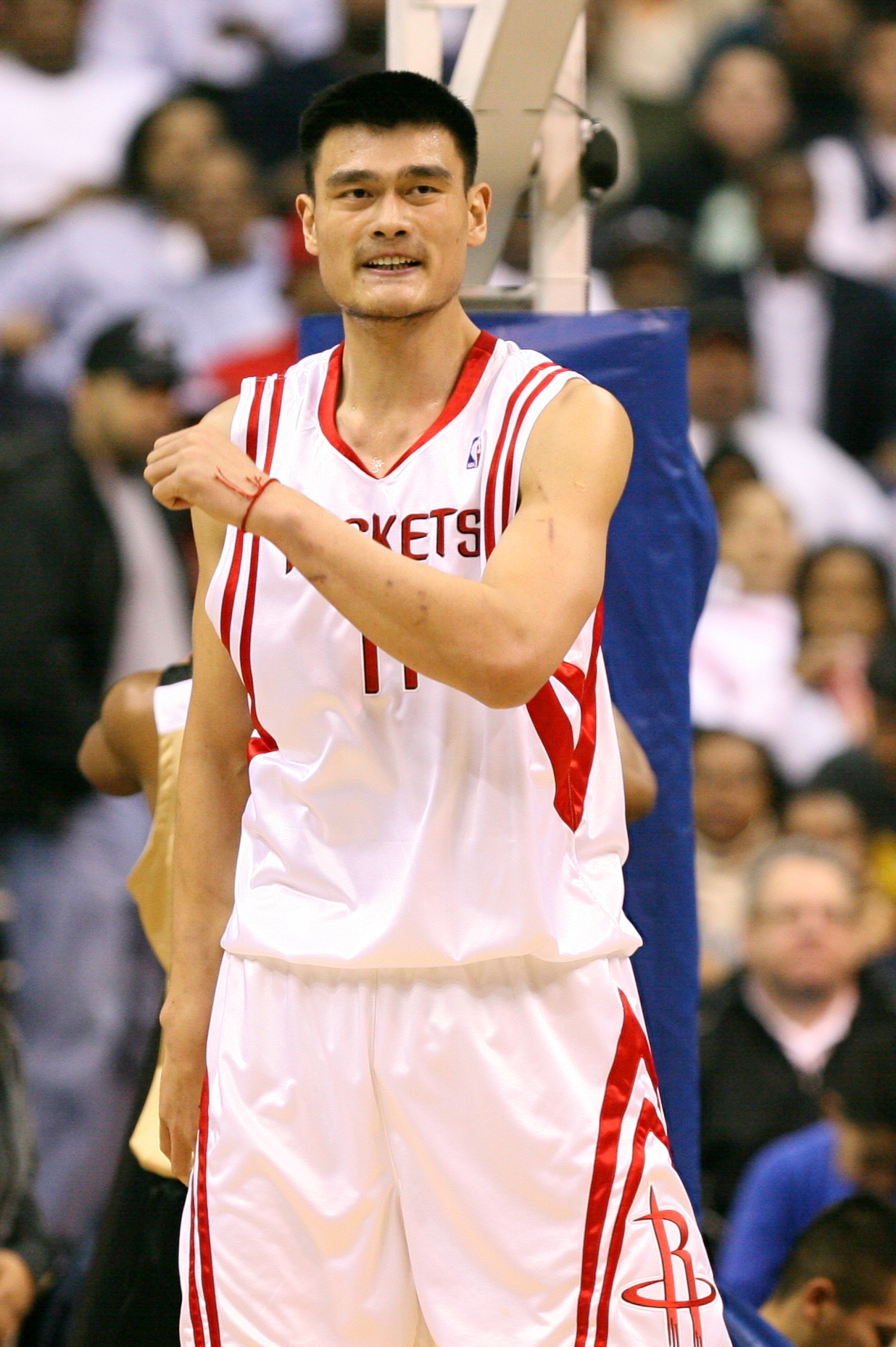
역사상 최고의 아시아 NBA 선수 야오밍

### 제임스 하든 시대 (2012년~2021년)
2012년에 뉴욕 닉스로부터 제레미 린을, 그리고 오클라호마시티 썬더로부터 제임스 하든을 얻으며 단숨에 강팀으로 변모한다.
2013년에 드와이트 하워드를 영입했으며, 2014년에 조시 스미스를 영입했다.
2017년에 로스앤젤레스 클리퍼스로부터 8:1 트레이드로 포인트가드인 크리스 폴을 영입함으로써 제임스 하든과 듀오를 이뤘다. 그래서 2017-2018 시즌에는 서부 콘퍼런스 파이널에 진출했으며, 2018-2019 시즌에는 2라운드에 진출했다.
2019년부터 대럴 모리 단장과 마이크 댄토니 감독이 극단적인 스몰볼 라인업을 구사하기 위해서 크리스 폴과 오클라호마시티 선더의 러셀 웨스트브룩을 트레이드했다. 2019-2020 시즌부터 제임스 하든과 러셀 웨스트브룩으로 듀오를 이루어 센터나 빅맨이 없는 극단적인 스몰볼 라인업을 운영했다. 겨울 이적시장에서 센터인 클린트 카펠라를 미네소타 팀버울브스의 포워드 자원인 로버트 코빙턴을 트레이드했다. 올랜도 버블 내에서 진행된 플레이오프에서 2라운드 진출에 그치자 마이크 댄토니 감독이 계약만료로 팀을 떠났다. 이어서 대럴 모리 단장이 단장직을 사임했다.
2020년 10월, 계약만료로 팀을 떠난 마이크 댄토니 감독의 후임으로 댈러스 매버릭스에서 코치직을 역임한 스티븐 사일러스 감독을 선임했다. 2020년 11월, 다양한 공격 옵션을 추가하길 원했던 스티븐 사일러스 감독의 계획으로 디트로이트 피스턴스에서 센터로 활약한 크리스천 우드를 자유계약으로 영입하며 부족했던 빅맨 자원을 보강했다. 2020년 12월, 팀내 2옵션이었던 포인트가드 러셀 웨스트브룩이 제임스 하든과의 불화로 인해 워싱턴 위저즈의 포인트가드 존 월과 트레이드되었다. 2021년 2월, 팀내 프랜차이즈 스타였던 제임스 하든이 브루클린 네츠로 트레이드되면서 휴스턴 로키츠는 리빌딩에 들어서게 되었다.

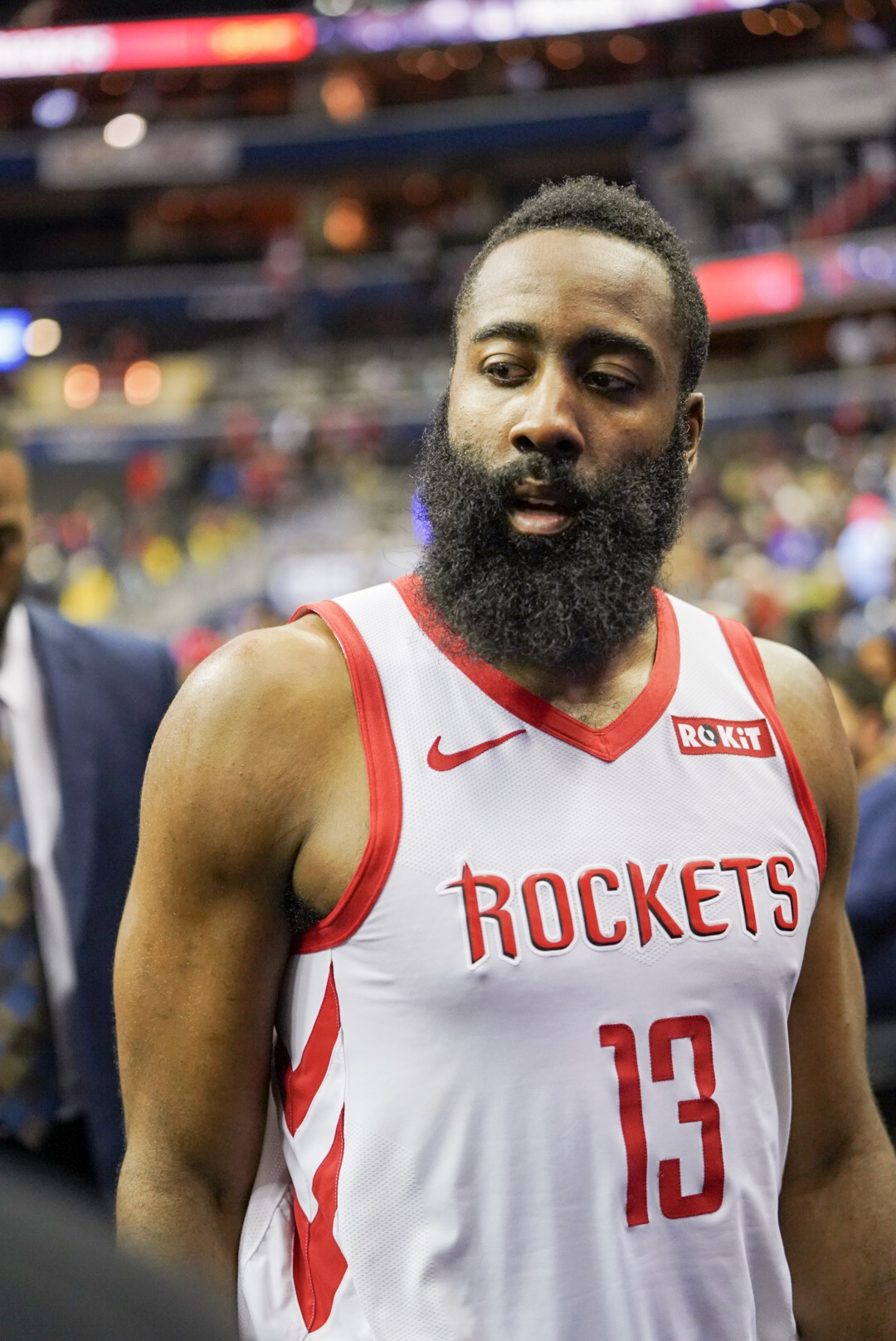
2010년대 휴스턴 로키츠의 프랜차이즈 스타 제임스 하든

### 포스트 하든 시대 (2021년~)
2021년 1월 19일, 휴스턴 로키츠는 2라운드 픽을 내주는 댓가로 클리블랜드 캐벌리어스에서 연이은 사건사고로 입지를 잃은 포인트 가드 유망주 케빈 포터 주니어를 영입하여 본격적인 리빌딩의 시작을 알렸다. 2021년 7월 30일, 로키츠는 탱킹을 통한 획득한 1라운드 픽을 2021 NBA 드래프트에서 1라운드 2픽, 23픽, 24픽을 각각 제일런 그린, 우스만 가루바, 조쉬 크리스토퍼에 행사하였다. 추가로 오클라호마시티 선더와 미래 1라운드 드래프트 픽 2장을 넘기는 조건으로 획득한 16픽은 터키 리그 최연소 MVP였던 알파렌 센군에게 행사하였다. 라스베가스에서 열렸던 2021 NBA 서머리그에서는 드래프트에서 뽑혔던 신인들이 엄청난 활약을 하며 내년 시즌을 기대하게 하였으나, 전문가들은 휴스턴의 객관적인 순위로 최하위권이라며 예측하였다. 2021년 9월, 존 월과 휴스턴이 리빌딩을 이유로 한 상호합의하에 월을 출전시키지 않겠다는 소식이 발표되었다. 존 월은 2021-22 시즌 동안 한 경기도 출전하지 않았으며 팀의 훈련과 경기에만 동행하였다.
2022년 5월 19일, 팀의 핵심 유망주인 제일런 그린이 한 시즌 동안 보인 활약에 힘입어 올 루키 퍼스트팀에 선정되었다. 로키츠는 2022년 NBA 신인 드래프트 지명권 추첨식에서 전체 3순위 지명권을 획득하여 1983년 이후 최초로 2년 연속 4순위 지명권을 행사할 수 있게 되었다.

## 역대 홈경기장

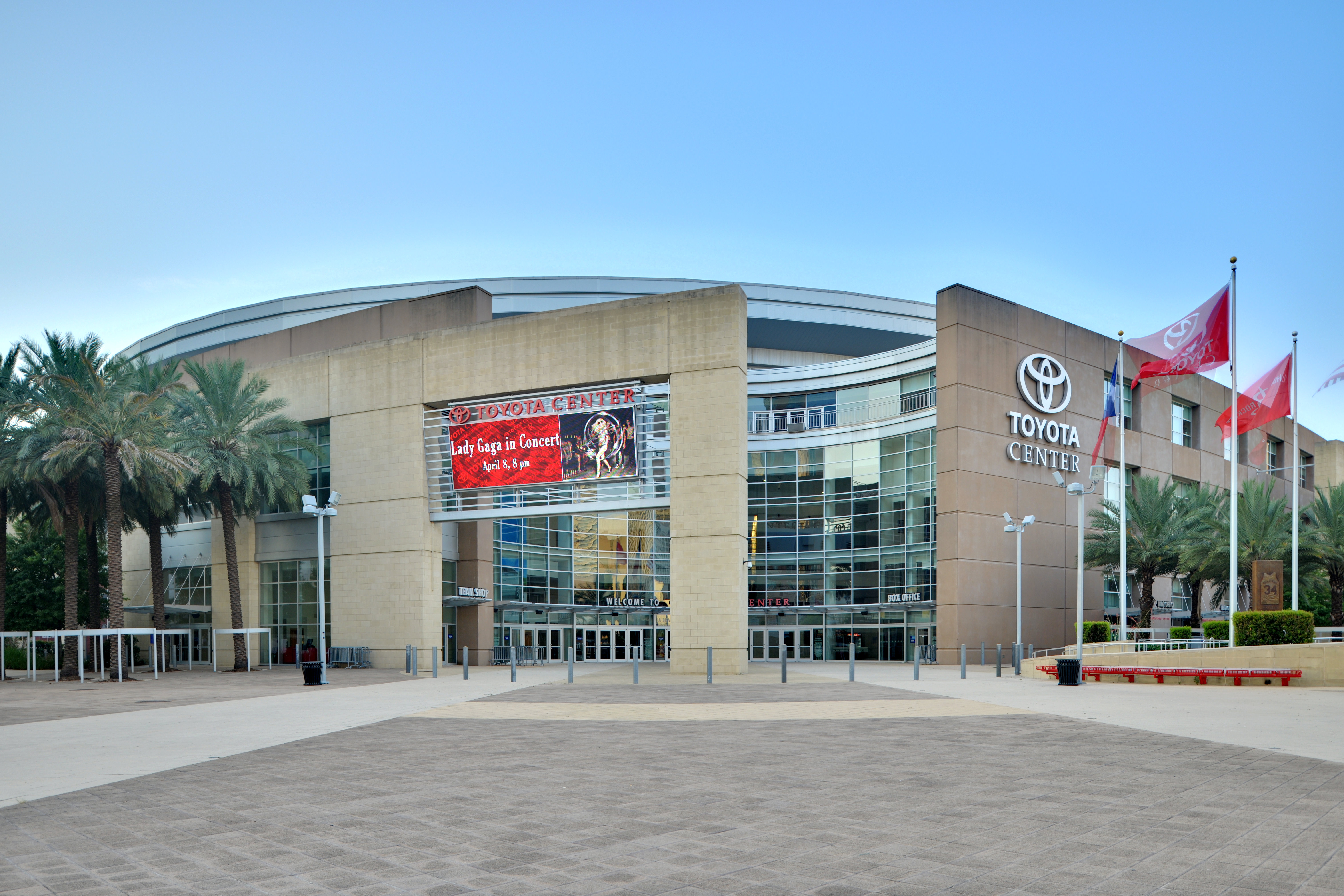
휴스턴로키츠의 홈경기장인 경기장 도요타 센터

| 경기장                 | 사용기간      | 수용인원 | 장소                  | 비고                                           |
| ---------------------- | ------------- | -------- | --------------------- | ---------------------------------------------- |
| 샌디에고 로키츠        |               |          |                       |                                                |
| 샌디에고 스포츠 아레나 | 1967년~1971년 | 14,500명 | 캘리포니아주 샌디에고 | 샌디에고 인터내셔널 스포츠 센터(1967년~1970년) |
| 휴스턴 로키츠          |               |          |                       |                                                |
| 호프하인츠 파빌리온    | 1971년~1975년 | 10,000명 | 텍사스주 휴스턴       | 빈칸                                           |
| 헤미스페어 아레나      | 1972년~1973년 | 10,146명 | 텍사스주 샌안토니오   | 제2홈경기장                                    |
| 컴팩 센터              | 1975년~2003년 | 16,285명 | 텍사스주 휴스턴       | 더 슈미트 (1975년~1998년)                      |
| 도요타 센터            | 2003년~현재   | 18,104명 | 텍사스주 휴스턴       | 빈칸                                           |

## 영구 결번
| 등번호        | 이름              | 포지션 | 활동 기간                   | 비고                                  |
| ------------- | ----------------- | ------ | --------------------------- | ------------------------------------- |
| 휴스턴 로케츠 |                   |        |                             |                                       |
| 6             | 빌 러셀           | 센터   | 빈칸                        | NBA 최초로 전 구단 영구결번됨.        |
| 11            | 야오밍            | 센터   | 2002년~2011년               | 아시아 선수 최초의 영구결번           |
| 22            | 클라이드 드렉슬러 | 가드   | 1995년~1998년               | 빈칸                                  |
| 23            | 캘빈 머피         | 가드   | 1970년~1983년               | 빈칸                                  |
| 24            | 모제스 말론       | 센터   | 1976년~1982년               | 빈칸                                  |
| 34            | 하킴 올라주원     | 센터   | 1984년~2001년               | 빈칸                                  |
| 45            | 루디 톰자노비치   | 포워드 | 1970년~1981년               | 1992년~2003년 감독                    |
| CD            | 캐롤 도슨         | 빈칸   | 1980년~1995년 1995년~2007년 | 1980년~1995년 코치 1995년~2007년 단장 |

## 라이벌
- 유타 재즈
- 샌안토니오 스퍼스

## 선수단
| 등번호 | 이름                 | 포지션     | 신장(Ft) | 몸무게(Ibs) | 국적   | 출생일     | 연봉(USD)   |
| ------ | -------------------- | ---------- | -------- | ----------- | ------ | ---------- | ----------- |
| 0      | 제일런 그린          | 슈팅가드   | 6’6”     | 178         | 미국   | 2002.2.9   | $8,992,200  |
| 28     | 알파렌 센군          | 센터       | 6’9”     | 235         | 터키   | 2002.7.25  | $3,214,680  |
| 1      | 존 월                | 포인트가드 | 6'3''    | 210         | 미국   | 1990.9.6   | $44,310,840 |
| 2      | 데이비드 느와바      | 슈팅가드   | 6'5''    | 219         | 미국   | 1993.1.14  | $4,650,000  |
| 3      | 케빈 포터 주니어     | 슈팅가드   | 6'4''    | 203         | 미국   | 2000.5.4   | $1,782,621  |
| 4      | 대니얼 하우스 주니어 | 스몰포워드 | 6'6''    | 215         | 미국   | 1993.6.7   | $3,717,000  |
| 9      | 조쉬 크리스토퍼      | 포인트가드 | 6’5”     | 215         | 미국   | 2001.12.08 | $2,259,240  |
| 6      | 케년 마틴 주니어     | 스몰포워드 | 6'4''    | 200         | 미국   | 2001.1.6   | $1,517,981  |
| 8      | 제이션 테이트        | 스몰포워드 | 6'4''    | 230         | 미국   | 1995.10.28 | $1,517,981  |
| 7      | 알모니 브룩스        | 슈팅가드   | 6’3”     | 195         | 미국   | 1998.7.5   | $1,489,065  |
| 10     | 에릭 고든            | 슈팅가드   | 6'3''    | 215         | 미국   | 1998.12.25 | $18,218,818 |
| 16     | 우스만 가루바        | 파워포워드 | 6’8”     | 220         | 스페인 | 2002.3.9   | $2,353,320  |
| 15     | 데이션 닉스          | 포인트가드 | 6’5”     | 205         | 미국   | 2002.2.12  | $925,258    |
| 27     | 다니엘 타이스        | 센터       | 6’8”     | 245         | 독일   | 1992.4.4   | $8,280,351  |
| 5      | 단테 엑섬            | 슈팅가드   | 6’5”     | 214         | 호주   | 1995.7.13  | $5,000,000  |
| 35     | 크리스천 우드        | 센터       | 6'10''   | 223         | 미국   | 1995.9.27  | $13,666,667 |
| 14     | 디제이 어거스틴      | 포인트가드 | 5’11”    | 183         | 미국   | 1987.11.10 | $7,000,000  |

## 같이 보기
- 휴스턴 코메츠
- 리오그란데밸리 바이퍼스